# Колективний спосіб навчання
Колекти́вний спо́сіб навча́ння — організаційна структура навчально-творчого процесу, в якій переважає форма організації навчання в парах змінного складу. Така форма організації надає можливість працювати колективно, співробітничати, і в той же час, формує самостійність мислення, розвиває мову та інші індивідуальні здібності учнів, одночасно підвищуючи якість знань, умінь та навичок.
Протягом чотирьох останніх десятиліть у педагогічній науці розробляється теорія про колективні способи навчання, що утілила дореволюційний досвід вітчизняного педагога Олександра Григоровича Ривіна. Крім колективних занять у динамічних парах змінного складу педагог застосовув полівіковий і різнорівневий за підготовкою склад навчальних груп. Навчально-виховний процес здійснювся на основі самоуправління з урахуванням перших двох факторів.
Крім терміну «колективний спосіб навчання» використовуються такі назви навчально-творчого процесу:
- колективне взаємонавчання
- різновікове взаємонавчання
- методика О. Г. Ривіна
- работа учнів у парах зміного складу
- організований діалог
- сполучний діалог

## Історія

### Академія Платона

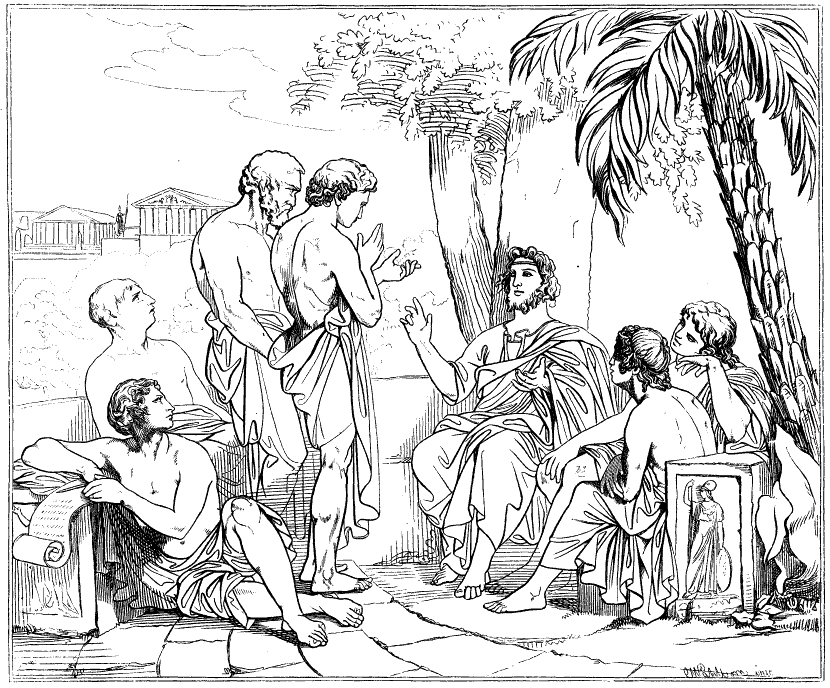
Платон у своїй Академії, картина шведського художника Карла Йохана Уолбона, гравюра для журналу невідомого художника

Ймовірно прототипом цієї форми організації навчання можна вважати «Діалоги» Платона. Ще в Академії Платона, заснованій у 338 році до н. е. поблизу Афін основним методом навчання була діалектика (діалог). Члени Академії ділилися на дві групи: старші — вчені та викладачі і молодші — учні, тому що, на думку Платона, справжня філософія може існувати тільки в умовах постійного діалогу між вчителями та учнями у стінах школи.

### Корнинський період і метод Ривіна
Історично першим досвідом роботи О. Г. Ривіна, про який є офіційна згадка, була його вчительська діяльність у 1918 році в містечку Корнин Житомирської області. О. Г. Ривін зібрав за ініціативою батьків шість, а згодом біля сорока підлітків від 11 до 16 років різного рівня підготовки та став їх навчати по-новому. Діти по черзі працювали один з одним то як учитель, то як учень. Перші 2—3 тижні О. Г. Ривін сам визначав, кому над якою темою і з ким працювати. Пізніше ці функції перейшли до старших учнів. Поступово учні самі вирішували з ким, над чим і які питання вивчати наступними. Оскільки в групі були діти різного віку, забезпечувалась безперервна передача знань від вчителя-керівника до його безпосередніх помічників і далі до все менш підготованих учнів. У разі потреби, О. Г. Ривін давав учням додаткову інформацію особисто. Відносно легко в колективі налагодилось самоуправління. Старші учні були не лише вчителями молодших, а й вихователями, керівниками, помічниками педагога. Новий матеріал, в основному, вивчався парою учнів, або самостійно сильним учнем. Майже для всіх навчальних предметів О. Ривін розробив методику поабзацного опрацювання статей чи текстів.
За якістю знань слідкували дуже ретельно. Учні були привчені змушувати іспитованого повторно вивчати теорему по підручнику та ще декілька разів розповідати, чи доказувати її напарникам, коли той допускав малі неточності, помилки. По закінченню вивчення теми, чи блоку завдань, учні виступали з доповіддю перед невеликою групою для того, щоб не переривати роботу в парах у решти учнів. Вечорами учні з доповідями виступали перед батьками. Траплялось їм виступати в інших селах.
Школа в Корнині проіснувала десять місяців.

### Ліквідація неписьменності та «Дикий вуз»
Наступними згадками про застосування технології були статті в різноманітних педагогічних журналах 1922–1931 років, які розповідали про ліквідацію неписьменності та організацію масового навчання робочих і селян. Свій метод Ривін часом називав «талгенізмом» від слів «талант» і «геній». «Послідовне та інтенсивне застосування організованого інтелектуального спілкування в діалогах, будь то у великому місті чи селі, рішуче сприяє кристалізації в будь-якому колективі максимальної кількості талантів і геніїв» писав він.
Ще одним прикладом ефективного використання методу Ривіна є випадок, що відбувся в 1928 році в Москві, коли при вступі до деяких вищих навчальних закладів на кожне місце претендувало по 120 осіб. Тоді, за ініціативою Зиновія Віхмана (колишнього учня Ривіна) та інших молодих людей, яким не вдалось стати студентами, утворилося «Об'єднання груп за вищою технічною освітою». Гаслом об'єднання стало: «Вища освіта без вузу. Життю потрібні не дипломи, а знання» і дістало назву «Дикий вуз». Близько ста сімдесяти учасників збирались увечері після роботи та в дві зміни по 4—5 годин колективно вивчали предмети, що входили до курсу механічного факультету Московського вищого технічного училища. Ніяких коштів на організацію діяльності об'єднання не одержувало, оскільки було громадською ініціативою. Заняття проходили на Москворіцькій вулиці у самостійно відремонтованих приміщеннях колишнього заводу свічок без викладачів. Консультували учасників об'єднання студенти МДУ та МВТУ в порядку громадського добровільного навантаження. У групах займалися тільки люди із середньою освітою, яких не треба було переконувати в необхідності та користі знань. Керувало кожною групою об'єднання (чотири основні та дві підготовчі групи) виборне та методичне бюро із самих учасників. Удома ніхто з них не вчився, ніяких дисциплінарних заходів не вживали. Необхідного порядку на заняттях досягали винятково використовуючи метод взаємонавчання в парах. Учасники об'єднання мріяли створити товариство колективів з самоосвіти. За високі позитивні досягнення у навчанні «Об'єднання груп за вищою технічною освітою» з часом «узаконили» та перетворили на Державну школу інженерів імені Бубнова, чи на вечірній інженерно—механічний інститут (за іншими джерелами) зі звиклим профессорсько—викладацьким штатом та традиційними методами викладання.

### Після війни
Після війни поширення методу О. Г. Ривіна відбулось у двох напрямках: досвід застосування оргдіалогу М. Д. Брейтерманом, та створення теорії Колективного способу навчання В. К. Дьяченком.

#### «Клуб цікавих зустрічей»
У 1959 році учні Ривіна М. Д. Брейтерман і А. Г. Вишнепольска організували в Бауманському районі Москви на громадських засадах «Клуб цікавих зустрічей». Постійними учасниками клубних зустрічей були робочі-техніки із сусідніх заводів, початковий навчальний рівень яких становив 5—7 клас з тривалою перервою в навчанні до десяти років. Згодом до клубу потягнулись студенти педвузу, молоді вчителі початківці.
При першому знайомстві кожен у зошиті повідомляв про себе основні відомості та відповідав на питання: який предмет був у школі найулюбленішим? що читаєте в даний час? (Яку книгу — наукову, політичну, художню?) Відповіді на ці питання давали можливість підбирати літературу кожному окремо з урахуванням рівня та індивідуальних інтересів. Кожен був забезпечений бібліотечним формуляром, куди записували назви популярних книг, статей.
Навчальним матеріалом були твори В. І. Леніна, К.Маркса, Ф.Енгельса, статті газети «Правда», та журналів «Пропагандист», «Комуніст», «Щорічник науки», «Питання літератури», «Питання Історії», «Питання біології» та інш.
Паралельно з роботою над літературою в парах вивчалась математика і фізика. Матеріал математики у вигляді вузлових ідей і складних задач з рішенням заносився на окремі картки. Були картки з цікавим матеріалом, наприклад, математичні софізми, де потрібно було виявити логічну помилку або відкрите порушення математичного правила. Вивчення математики проводилося концентровано: на початку весь матеріал алгебри і тригонометричних функцій, потім геометрія і фізика на тому високому рівні, який дозволяв уе широке оволодіння алгебраїчним апаратом. Рух матеріалу проходив від того, хто знає дане питання, до того, хто не знає. Оцінок у «Клубі цікавих зустрічей» не ставили. Стратегія керівників полягала в тому, щоб учасників змінного діалогічного спілкування, поставлених в оптимальні дидактичні умови, сміливо піднімати на все вищий щабель інформованості та розвитку.

#### Застосування методу Ривіна у шкільних навчальних заняттях
Дещо іншим шляхом у розвитку ідей свого вчителя пішов Віталій Кузьмич Дяченко — доктор педагогічних наук, професор Красноярського педагогічного університету. Віталій Кузьмич працював над механізмом використання методу Рівіна в навчальних заняттях у школі. Ним запропоновано концепцію колективного способу навчання. З 1984 року Красноярськ став центром руху педагогів, захоплених практичною реалізацією ідей Ривіна, в якому діяло дві групи педагогів-методистів під керівництвом В. К. Дяченка, що втілювали взаємонавчання в сучасну педагогічну практику. Близько 20 шкіл здійснювали експериментальну роботу з організації навчального процесу на основі ідей колективного способу навчання. У декількох з них вдалося перейти від епізодичного використання механізму змінних пар до організації в експериментальному режимі цілісного навчального процесу практично в повній вертикалі загальноосвітньої школи. До експерименту підключилися педагоги з інших міст Росії та колишніх країн СРСР, було створено Асоціацію педагогів з розповсюдження колективного способу навчання, друк методичних посібників, видання Віснику та Журналу «Колективний спосіб навчання». Другим центром активного розвитку ідей Ривіна з 1986 року став Ленінград, де було прочитано цикл лекцій про метод Ривіна та теорію В. Дяченка, організовано міський семінар з проблем колективного способу навчання. Учасники семінару створили декілька оригінальних методик для роботи в змінних парах на різному навчальному матеріалі, з варіативними формами подання навчального матеріалу учням, розробили класифікації методик колективної організаційної форми.

## Концепція В.К.Дяченко
полягає у застосуванні:
- систематичних колективних занять: кожний з тих, кого навчають повинен знати і вміти робити те, що знає й вміє робити той, хто його навчає, тобто досягається завершеність в навчанні та вихованні;
- принципу обов'язкової і безперервної передачі знань: всі учасники занять повинні викладати навчальний матеріал один одному: чому навчився сам — навчи іншого;
- принципу колективної праці: всі працюють зі всіма і всі вчаться у всіх, тобто реалізується закон життя здорового колективу — загальна співпраця і взаємодія товаришів;
- принципу навчання в залежності з психофізичними можливостями, здібностями кожного учасника занять, засобом різновікового навчального колективу;
- принципу одночасного вивчення різноманіття тем різними учнями: всі учасники самостійно, без попереднього пояснення й інструктажу педагога, вивчають одночасно різні теми, виконують різні функції;
- принципу співпраці, виявлення педагогічних спроможностей: організований у такий спосіб педагогічний процес щодня тренує членів різновікового самоосвітнього колективу у прояві турботи про ближнього, формує спроможність до встановлення міжособистісних контактів, уміння співпрацювати, переживати, співчувати і т. д., розвиває педагогічні здібності, майбутні батьківські і материнські якості;
- принцип вивчення навчального матеріалу крупними блоками на інтенсивній інтегративній основі, тобто так званого «занурення»

## Діти цього класу в Німеччині вже червертий рік навчаються в парах

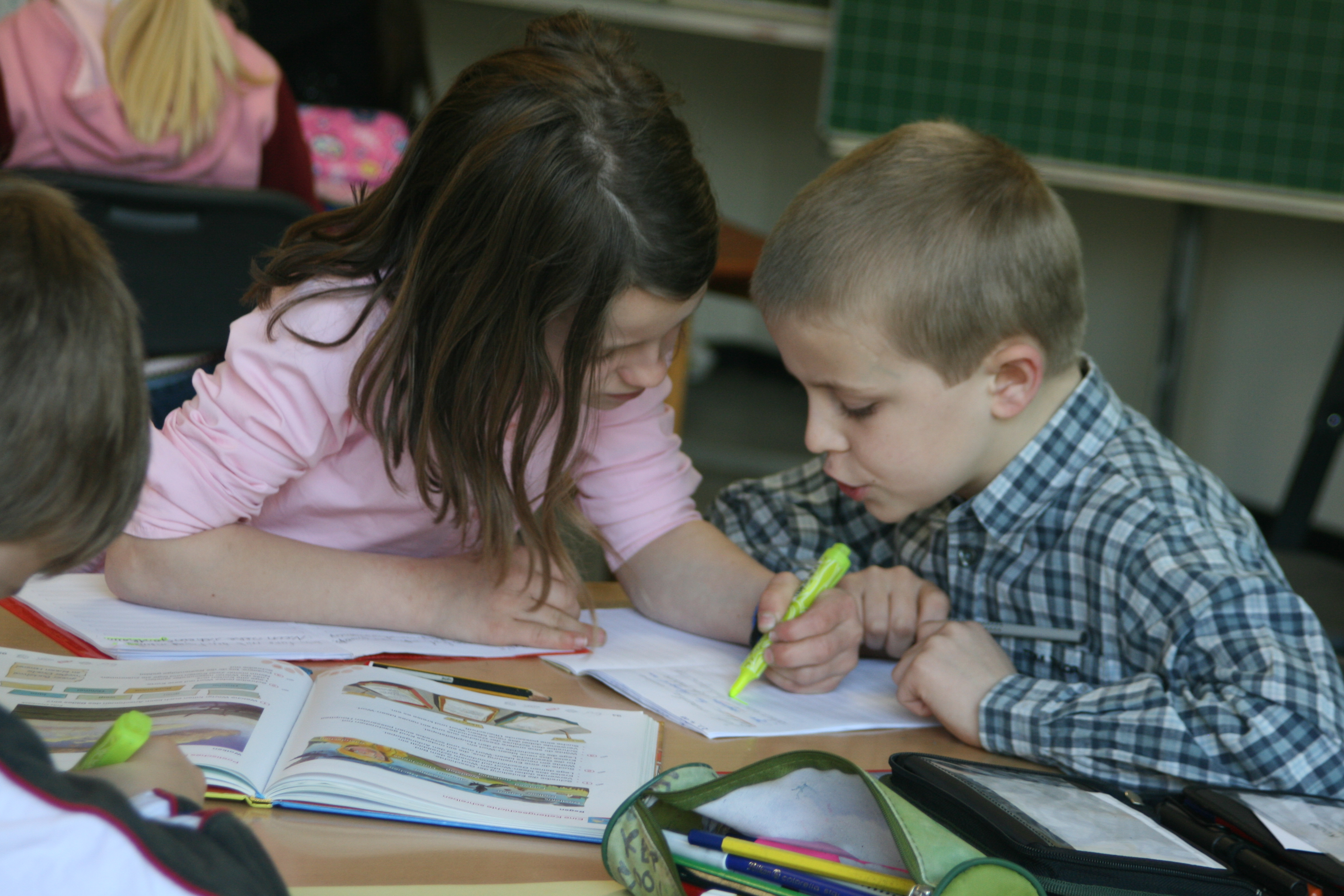
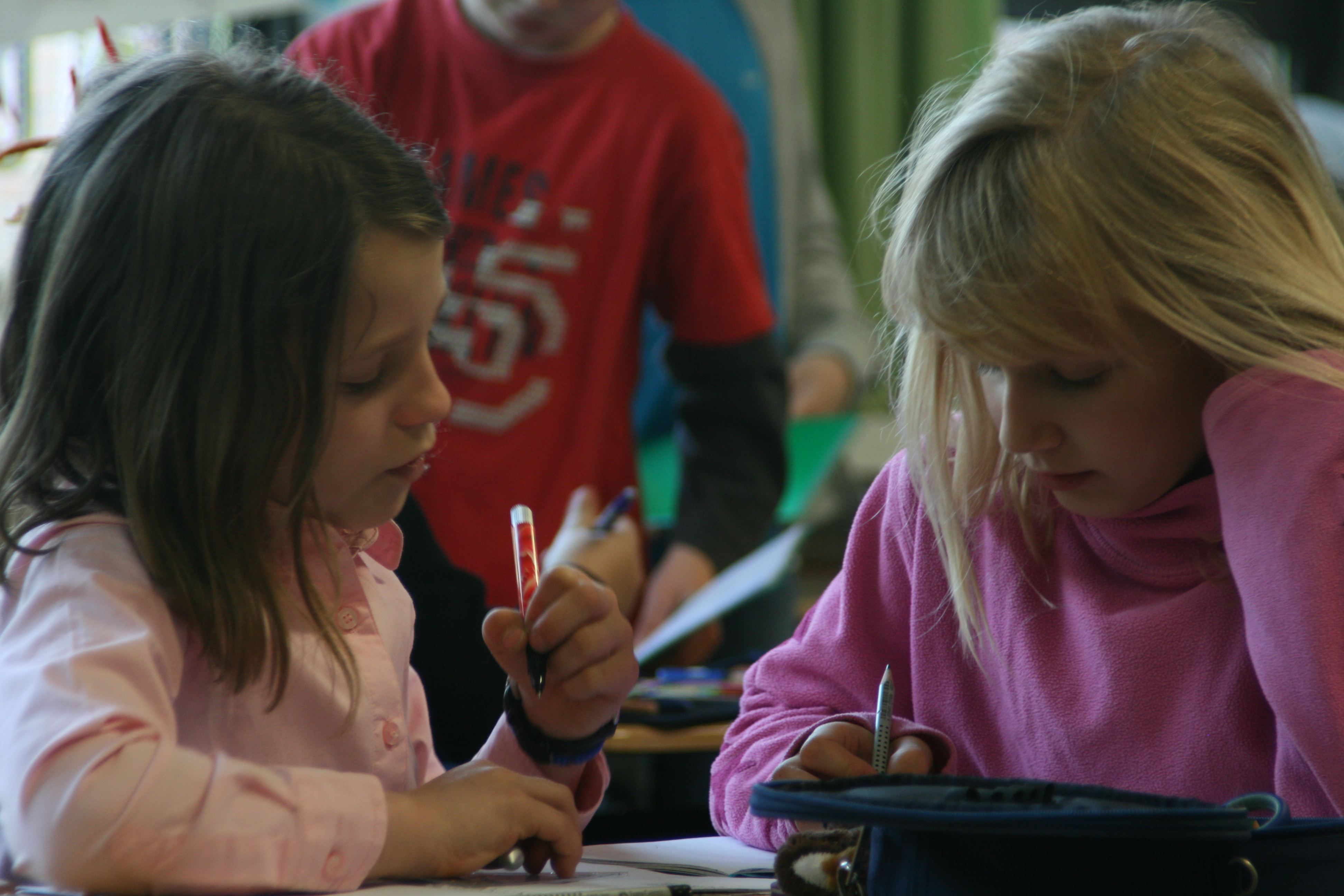
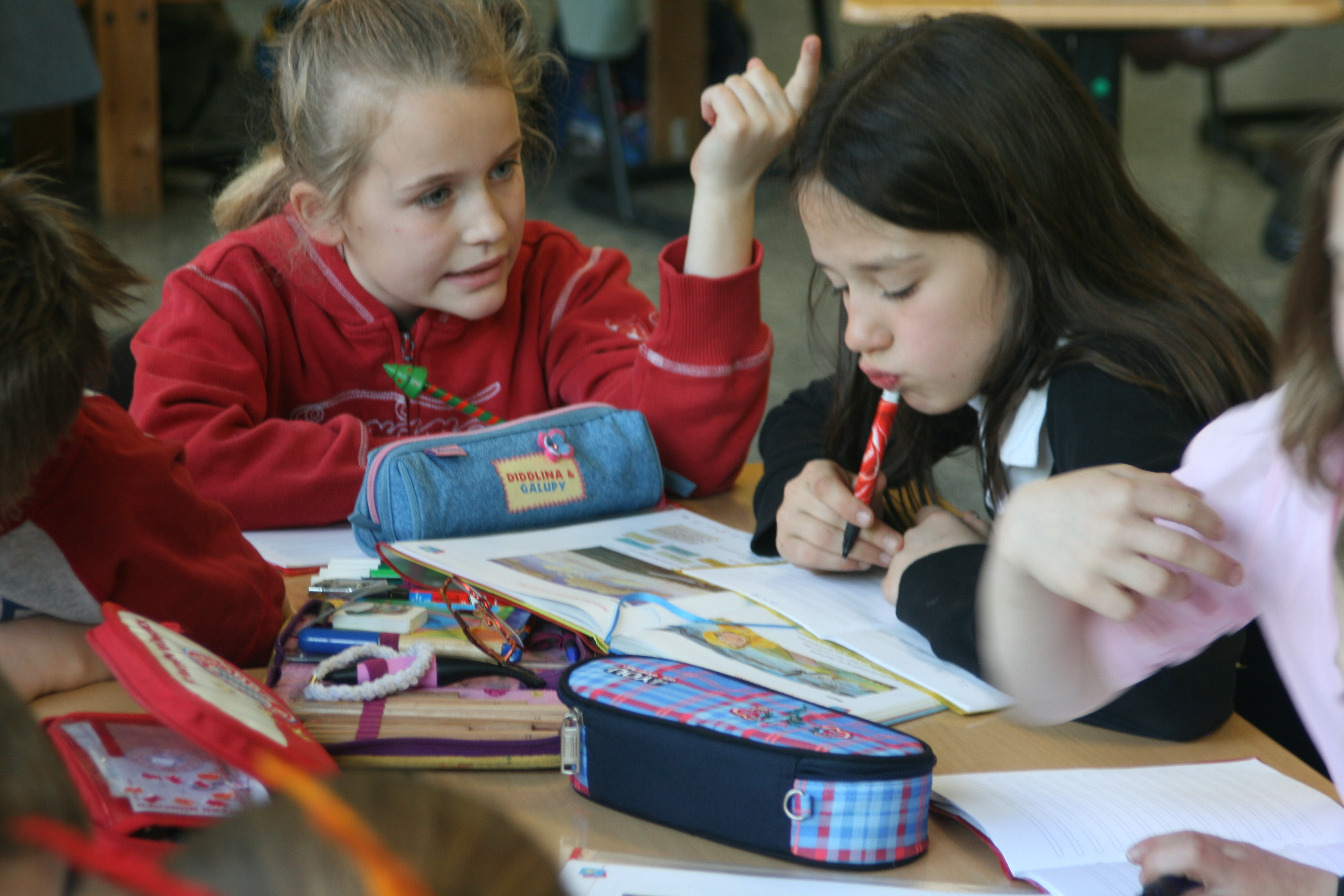
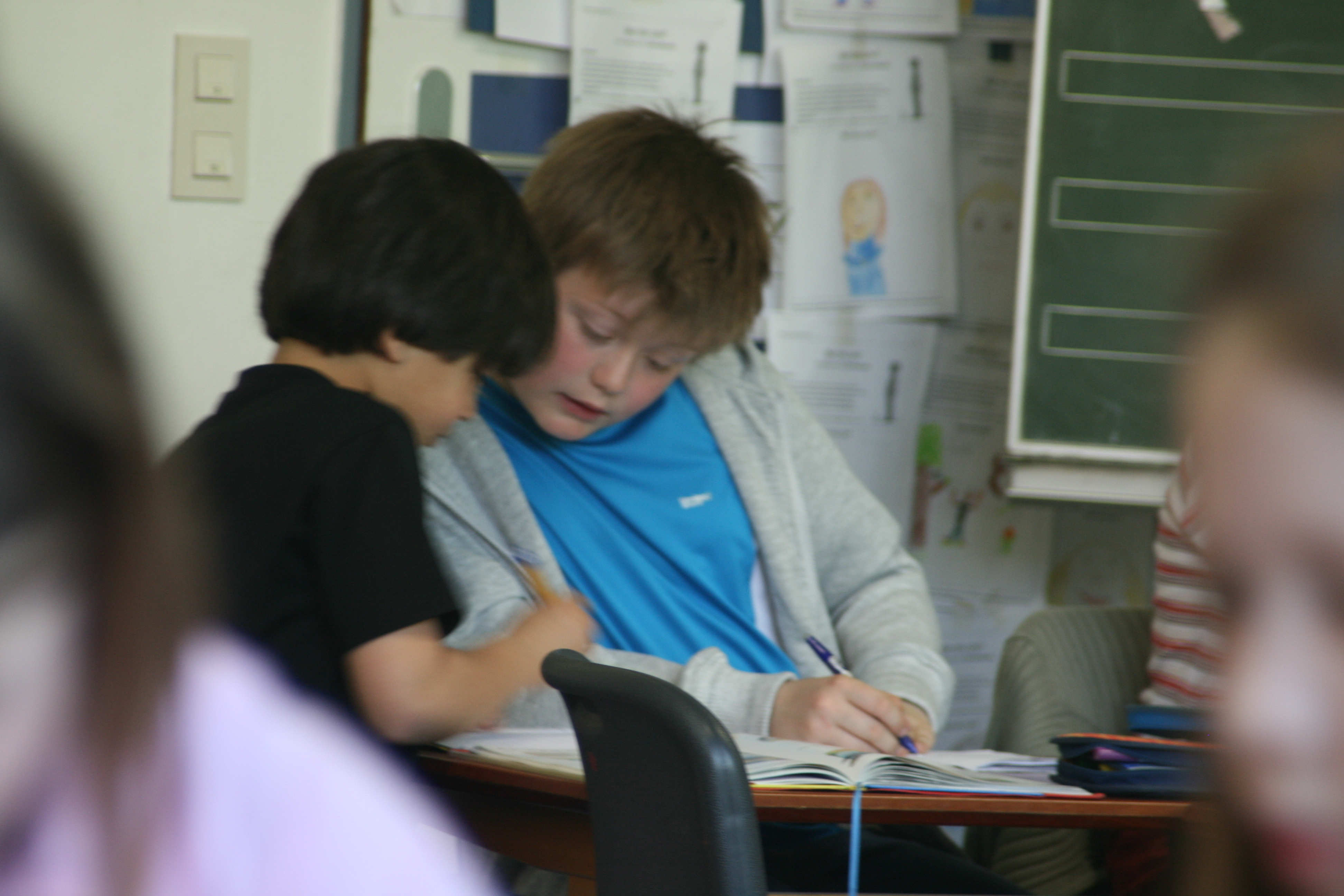
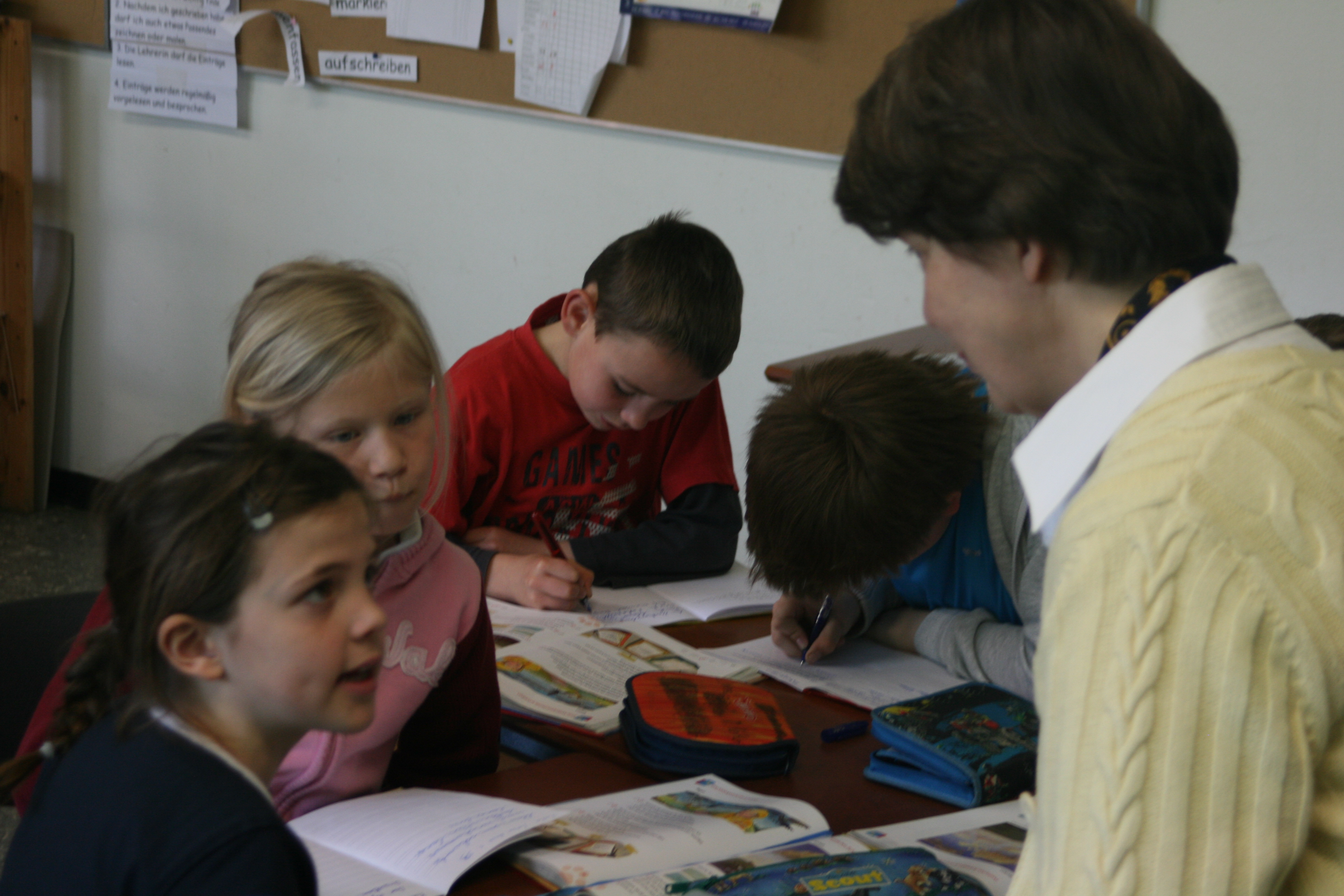
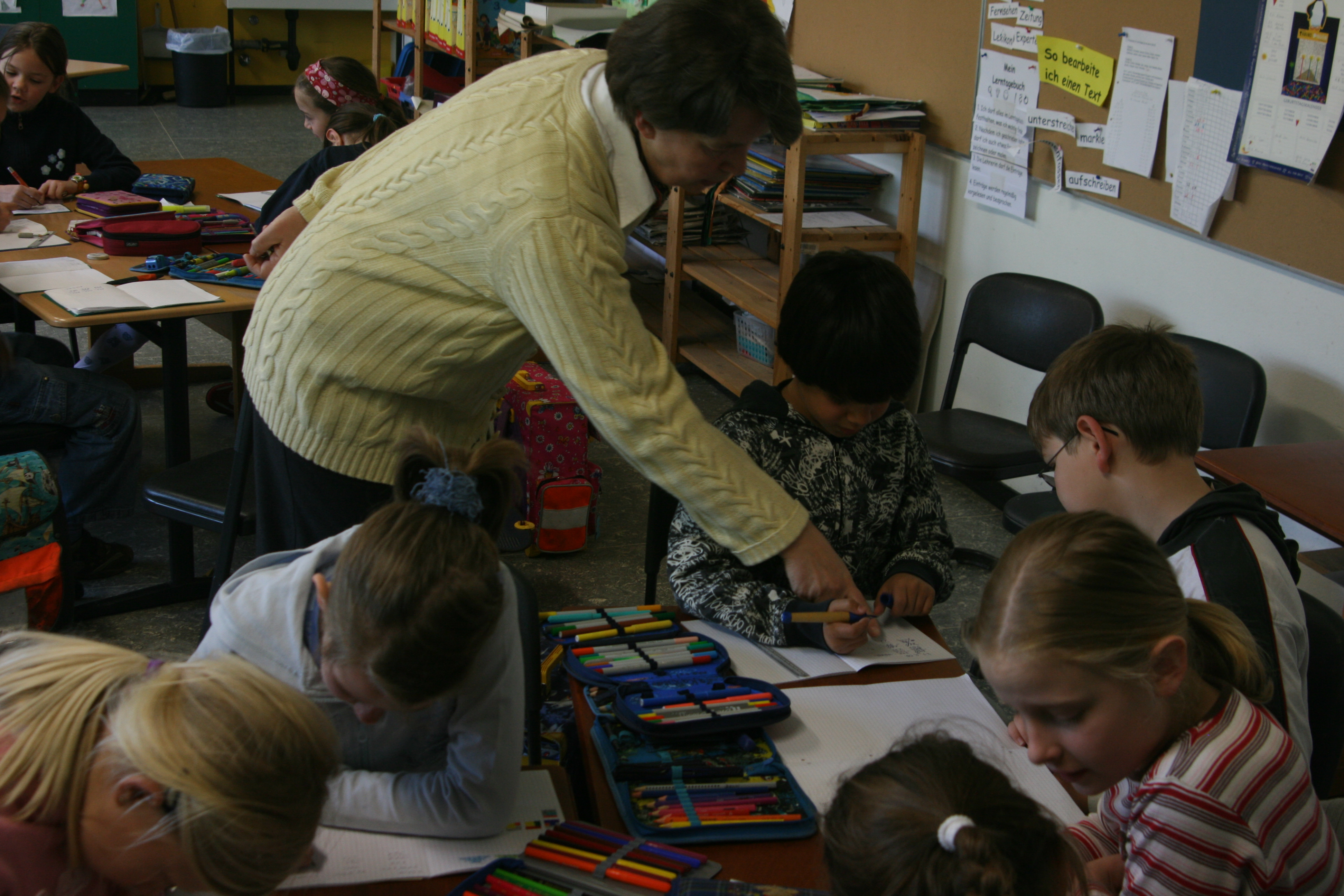
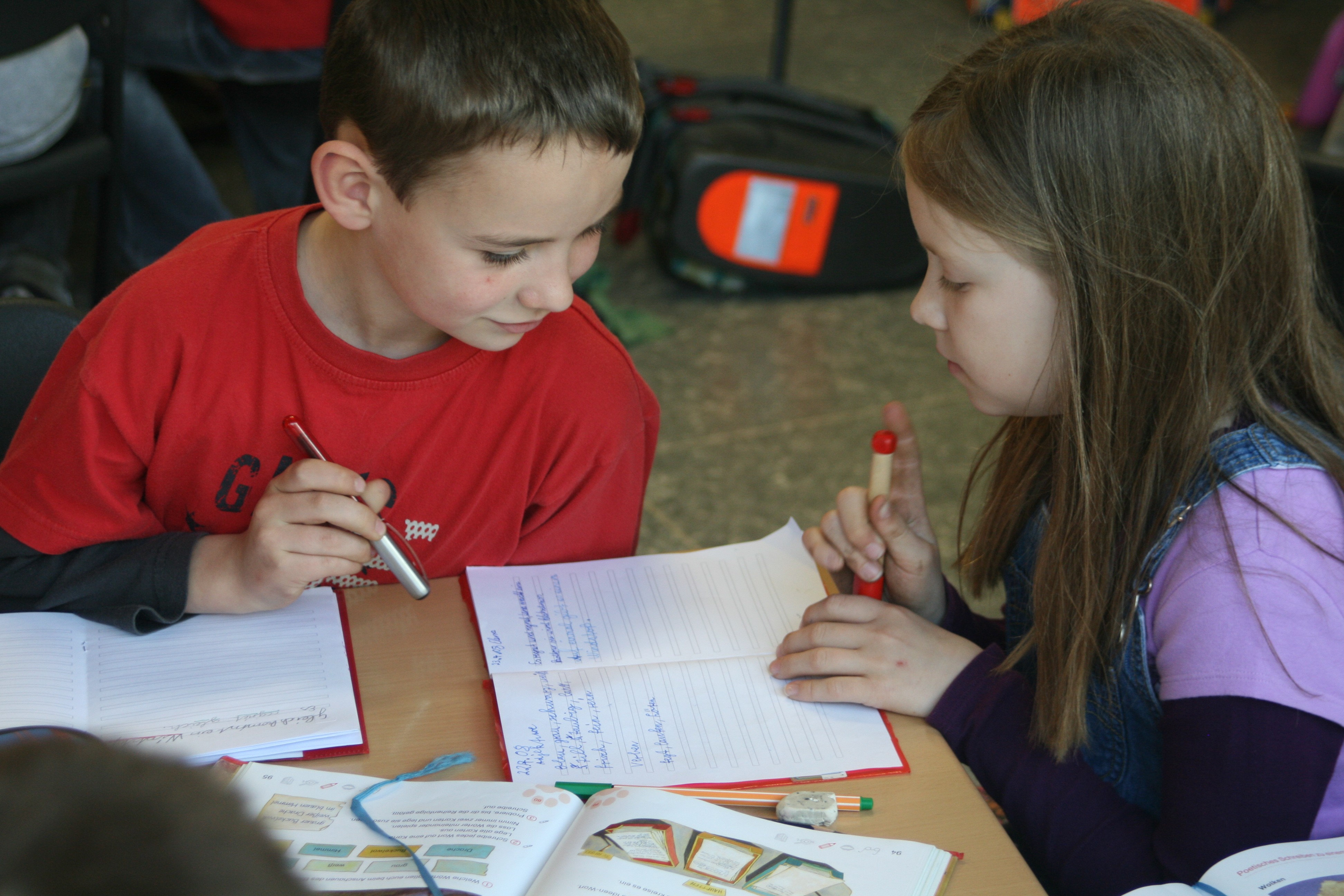
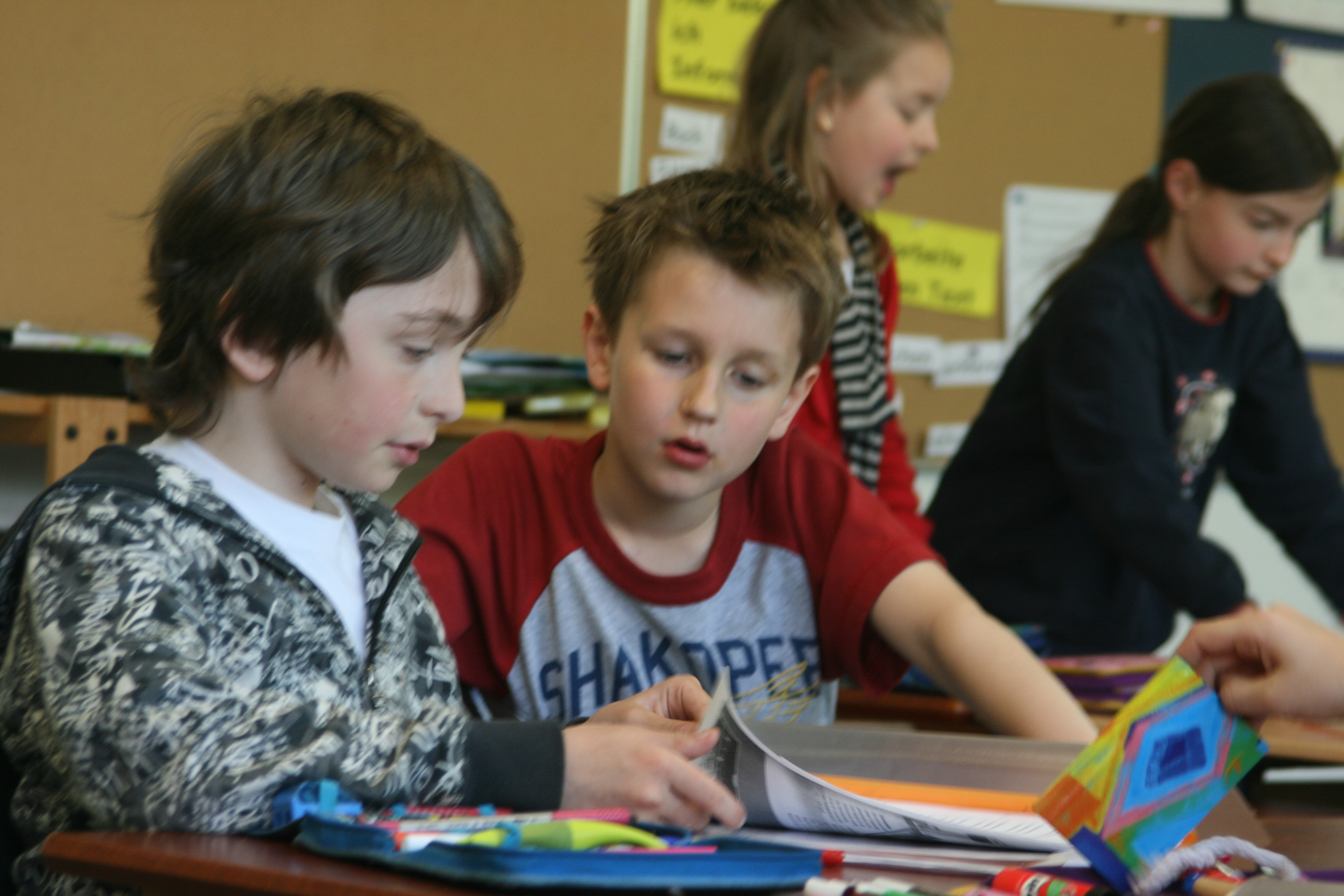

## Розробки вчителів і викладачів
- Карплюк С. О. (2010) Роль мотиваційного компоненту професійно-педагогічної діяльності вчителів інформатики у контексті організації взаємонавчання учнів. Вісник Житомирського державного університету імені Івана Франка, 54.
- Карплюк С. О. (2009) Технологія підготовки майбутніх учителів математики до організації взаємонавчання учнів основної школи. Дис. на здоб. наук. ступ. канд. пед. наук: 13.00.04-теорія і методика професійної освіти. Житомирський держ. ун-т ім. І. Франка.
- Скворцова С. О. (2000) Застосування елементів концепції В. К. Дьяченка про колективні способи навчання на уроках математики при вивчення теми «Множення і ділення у межах 1000». Початкова освіта, 9 (57).-вкладиш: С.1-8, 10 (58).-вкладиш. С.1-8.